# Georges Faudet
Pour les articles homonymes, voir Faudet.
Georges Faudet, né le 16 décembre 1901 à Paris 6e, décédé le 21 juillet 1970 à Saint-Maur-des-Fossés, est un coureur cycliste français. Sociétaire du Bicycle Club Rémois, il fit d'abord les belles heures de la piste au vélodrome de la Haubette à Tinqueux ; il faisait merveille en vitesse et en américaine, formant avec Robert Toussaint la meilleure équipe régionale. Il a gagné huit américaines au Vél d'hiv associé avec Lucien Choury. Il courut de nombreux Six-Jours souvent associé avec Gabriel Marcillac formant l'équipe des "Diables Rouges".

## Palmarès
- 1920 (amateur)
  - 3e du Challenge UVF (avec Lucien Rich et Fernand Moulet)[4].
- 1924
  - Américaine sur 30 km, au Vélodrome d'Hiver, avec Rohrbach[5]
  - Américaine à Reims : Brocco-Debaets devance Faudet-Toussaint[6]
- 1926
  - 1er du Prix Goullet-Fogler avec Alfred Letourneur[7],[8]
  - 3e du Prix Hourlier-Comès, américaine sur 2 heures au Vél d'hiv, avec Lucien Choury
- 1927
  - 1re du Prix Goullet-Fogler avec Alfred Letourneur
  - 2e des Six Jours de New York, hiver, associé à Gabriel Marcillac
  - 2e des Six Jours de Détroit, associé à Gabriel Marcillac
  - 1re des Six heures de Buffalo avec Gabriel Marcillac[9]
- 1928
  - 1er Six Jours de Marseille avec Gabriel Marcillac
  - 2e des Six Jours de Paris, Été, Vélodrome Buffalo, avec Gabriel Marcillac[10]
  - 3e du Prix Goullet-Fogler
- 1929
  - 1er du Grand Prix du Jour de l'An avec Gabriel Marcillac[11]
  - 3e des Six Jours de Paris avec Lucien Louet
- 1930
  - 1re américaine sur 100 km au Sportpalast de Berlin avec Roger Peix[12].
- 1931
  - 1er du Prix Dausset, 25 km derrière tandem, à La Cipale[13]
- 1933
  - 1er course derrière tandem au Grand Prix de Paris[14].
- 1934
  - Terminé fin juillet 1934, le stade vélodrome de Reims est ouvert officiellement le 7 octobre 1934 à l'occasion de l'arrivée du 26e Paris-Reims remporté par Étienne Parizet[15],[16]. La réunion est complétée par des courses sur la nouvelle piste rose. En match Omnium, derrière moto, contre la montre et en poursuite, opposant deux pistards à deux routiers, Faudet termine à la première place devant Plassat, Bidet et Godinat. Faudet gagne la Course à l'américaine sur 20 km[17].